# (20161) 1996 TR66
(20161) 1996 TR66 – planetoida z Pasa Kuipera, krążąca wokół Słońca w rezonansie orbitalnym 1:2 z Neptunem (twotino).

## Odkrycie i nazwa
Planetoida (20161) 1996 TR66 została odkryta przez Davida C. Lewitta, Chada Trujillo, Jane Luu i Jun Chen w dniu 8 października 1996 roku w obserwatorium astronomicznym na Mauna Kea. Nie ma ona jeszcze nazwy własnej, ale oznaczenie prowizoryczne i ma nadany stały numer.

## Orbita
Orbita (20161) 1996 TR66 nachylona jest pod kątem 12,4˚ do ekliptyki, a jej mimośród wynosi 0,401. Ciało to krąży w średniej odległości 47,9 j.a. wokół Słońca, na co potrzebuje niemal 332 lata ziemskie. Peryhelium tego obiektu znajduje się w odległości 28,7 j.a., a aphelium zaś 67,1 j.a. od Słońca.
Planetoida ta orbituje w rezonansie 1:2 z Neptunem. Tego typu obiekty nazywa się twotino.

## Właściwości fizyczne
Absolutna wielkość gwiazdowa tej planetoidy wynosi ok. 7,5m. Rozmiary jej zostały oszacowane na ok. 140 km.